# Neoclastobasis
Neoclastobasis is een muggengeslacht uit de familie van de paddenstoelmuggen (Mycetophilidae).

## Soorten
- N. draskovitsae Matile, 1978
- N. sibirica Ostroverkhova, 1970